# جربارة
الجربارة أو الجربرة (الاسم العلمي: Gerbera) جنس نباتي يتبع الفصيلة النجمية من رتبة النجميات.
تعد أنواعها من نباتات الزينة. سميت تيمنًا بعالم الطبيعة الألماني تورغوت جربر صديق كارولوس لينيوس. أنواعها المزروعة، تضم الجربارة حوالي 30 نوعًا تنمو بريًا في أمريكا الجنوبية وأفريقيا والمناطق الاستوائية في آسيا.
الجربارة من نباتات الزينة ذات الشعبية الكبيرة والتي تستعمل كأزهار مقطوعة، وهي تحتل المرتبة الخامسة بين الأزهار المقطوعة بعد الورود والقرنفل والأقحوان والتوليب.

## من أنواعها
- جربارة تشيلية (باللاتينية: Gerbera chilensis)
- جربارة جيمسونية (باللاتينية: Gerbera jamesonii)
- جربارة حبشية (باللاتينية: Gerbera abyssinica)
- جربارة شعرية (باللاتينية: Gerbera cineraria)
- جربارة صغيرة (باللاتينية: Gerbera parva)
- جربارة عصبية (باللاتينية: Gerbera nervosa)
- جربارة كاندولية (باللاتينية: Gerbera candollei)
- جربارة مخروطية (باللاتينية: Gerbera connata)